# Odpírání vojenské služby

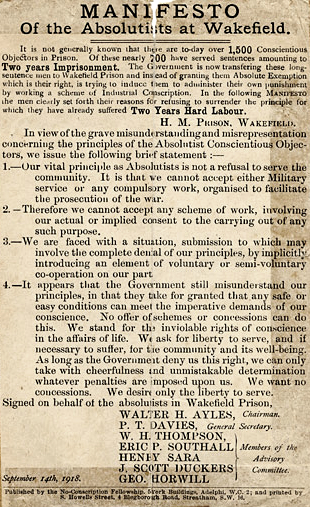
Manifesto odpůrců vojenské služby za dob 1. světové války

Odpírání vojenské služby je termín používaný pro vědomé odmítání vojenské služby z důvodu svědomí a z důvodů mravních. Mezinárodně je pro odpírače používán termín Conscientious Objectors. Osoby odpírající v tomto smyslu vojnu nejsou těmi, kteří by na vojnu odmítali chodit ze strachu nebo z lenosti. Jejich důvody jsou principiální, ať již obecně morální nebo náboženské.

## Vymezení pojmu a souvislosti
V zemích, kde není uzákoněna náhradní civilní služba, jsou odpírači vojny odhodláni za své odmítnutí trpět ve vězení, případně přijmout společenskou kritiku. V dobách válek byli někteří odpírači odsouzeni k trestu smrti a popraveni. K takovému vytrvalému odporu je pochopitelně třeba značná odvaha, což byl také důvod, proč státní orgány západních demokracií v první polovině 20. století postupně začaly rozlišovat mezi odpírači z důvodu svědomí na jedné straně a různými živly snažícími se vyhnout vojně na straně druhé. Pevné postoje mnoha conscientious objectors byly jedním z činitelů, které v západních demokraciích vedly k zavedení dílčí nebo plošné civilní služby.
Na rozdíl od pacifismu, které je v podstatě občanským hnutím usilujícím o vliv na veřejnost a politiku, považují odpírači vojenské služby své postoje za více méně vlastní privátní záležitost. Dalším rozdílem mezi pacifismem a odpíráním vojny je skutečnost, že pacifisté se proti zbrojení a válkám vymezují slovně, ovšem v okamžiku války se do bojů mohou zapojit.

## Nejčastější důvody odpírání
- Obecně mravně etické důvody, založené na vnitřním svědomí každého člověka. Dotyční odpírači se nechtějí učit zabíjet v rámci vojenského výcviku, nebo jít do války prostě proto, že odmítají zabít druhého člověka. Jiní prostě jen odmítají být něčím nepřítelem, mají rádi všechny lidi bez rozdílu a tvrdí, že lidská identita je nadřazena identitě národní. Válka a použití síly obecně je pro ně proto nepřijatelné řešení jakéhokoliv sporu.
- Náboženské důvody, ve většině případů motivované křesťanským učením, tj. biblickým přikázáním Ježíše Krista o lásce k bližnímu.

Existuje několik historicky tradičních církevních komunit, jejichž členové v minulosti odmítali sloužit v armádě (Kvakeři, Mennonité, Amišové, uherští a srbští Nazaréni). Dnes však důsledně odmítají vojenskou službu a související záležitosti pouze někteří členové těchto církví. Specifickou skupinou jsou Adventisté, kteří obecně vzato činnost v armádě neodmítají. Někteří adventisté však odmítají plnit vojenské rozkazy během soboty, kterou považují za Sabat. Celosvětově jedinou náboženskou skupinou, jejíž členové odmítají vojenskou službu, jsou od konce 30. let 20. století Svědkové Jehovovi. 

## Situace v komunistickém Československu
V období komunismu neexistovala pro československé muže odmítající sloužit v armádě žádná běžně dostupná náhradní alternativa. Někteří muži se vojně vyhnuli mnohaletými závazky v těžebním průmyslu dle vlad. nařízení č. 21/1958 kterým se provádí branný zákon tzn. práce v podzemí do 31. prosince toho roku ve kterém branec dovrší 30 let svého věku, další byli během lékařské prohlídky uznáni jako vojny neschopní a získali tzv. modrou knížku. Neoblomné odpůrce režim tvrdě trestal. Několik stovek vytrvalých odpíračů (většinou svědků Jehovových) bylo v komunistickém Československu za své postoje odsouzeno a i opakovaně vězněno.

## Situace v současné České republice
- Podle zákona č. 73/1990 Sb. byla v ČSR uzákoněna civilní služba.
- Podle zákona č. 585/2004 Sb. byla v ČR vyjma ohrožení země a válečného stavu zrušena všeobecná odvodní povinnost.